# Monte Wasko
Il Monte Wasko (in lingua inglese: Mount Wasko), è una montagna antartica alta 1.170 m, caratterizzata dalla forma a sella e da una doppia vetta, situata sul fianco occidentale del Ghiacciaio Shackleton, 6 km a nord del Monte Franke, nei Monti della Regina Maud, in Antartide.   
Il monte è stato scoperto dall'United States Antarctic Service (USAS)  nel periodo 1939–41 e ispezionato dal geofisico statunitense Albert P. Crary nel 1957-58.
La denominazione è stata assegnata dallo stesso Crary in onore del capitano di corvetta Frank Wasko, della U.S. Navy Reserve, componente dello Squadron VX-6 presso la base antartica Little America V nel 1957-58.